# Radu Bîrzan
Radu Nicolae Bîrzan (sinh ngày 12 tháng 9 năm 1999) là một tiền vệ bóng đá người România hiện tại thi đấu cho Argeș Pitești theo dạng cho mượn từ Universitatea Craiova tại Liga II.
Anh có màn ra mắt cho Universitatea Craiova vào ngày 30 tháng 4 năm 2017 trong chiến thắng 3–0 trên sân khách tại Liga I trước CFR Cluj.